# Błędowicki kopiec
Błędowicki kopiec (cz. Bludovický kopec) – najwyższy punkt miasta Hawierzowa (348 m n.p.m.)
Wzgórze leży pomiędzy miastem Hawierzów (Havířov) i gminą Cierlicko (Těrlicko).
Przez wzniesienie przebiegają ulice Těšínská (Hawierzów – Czeski Cieszyn) – Padlých Hrdinů (w kierunku Żywocice, Olbrachcice, Sucha Górna) – Na Záguří (w kierunku Błędowice Średnie)

## Historia
W kierunku do Żywocic przy ulicy Padlých Hrdinů znajduje się pomnik tragedii żywocickiej, przypominający o antynazistowskim ruchu oporu ukształtowanym na tym terenie w latach 1938–1945
Podczas rekonstrukcji pomnika w 1984 roku zostało zbudowane opodal Muzeum Ziemi Cieszyńskiej

## Kultura
W latach 1967–1990 były organizowane międzynarodowe wyścigi motocyklowe zwane Zlatý kahanec. Zawody zostały reaktywowane w 2008 roku.
W 2021 roku wyścigi nie odbyły się z powodu pandemii COVID-19.

## Geografia
Błędowicki kopiec jest jednym z wielu wzgórz należących do Wzgórz Cieszyńskich (Těšínské pahorkatiny) okręg morfologiczny Hornotěrlická pahorkatina, które jako część Pogórza Morawsko-Śląskiego rozciągają się pomiędzy miastami Frydek-Mistek, Karwina i Hawierzów.
Hornotěrlická pahorkatina jest środkową częścią Wzgórz Cieszyńskich, która rozciąga się wzdłuż osi między gminami Olbrachcice, Błędowice, Szobiszowice i Toszonowice Górne. Od pozostałych dzielnic oddzielają ją charakterystyczne doliny rzek Łucyna i Stonawka.
Na wzgórzu wznosi się Stružník, prawy dopływ rzeki Łucyny.

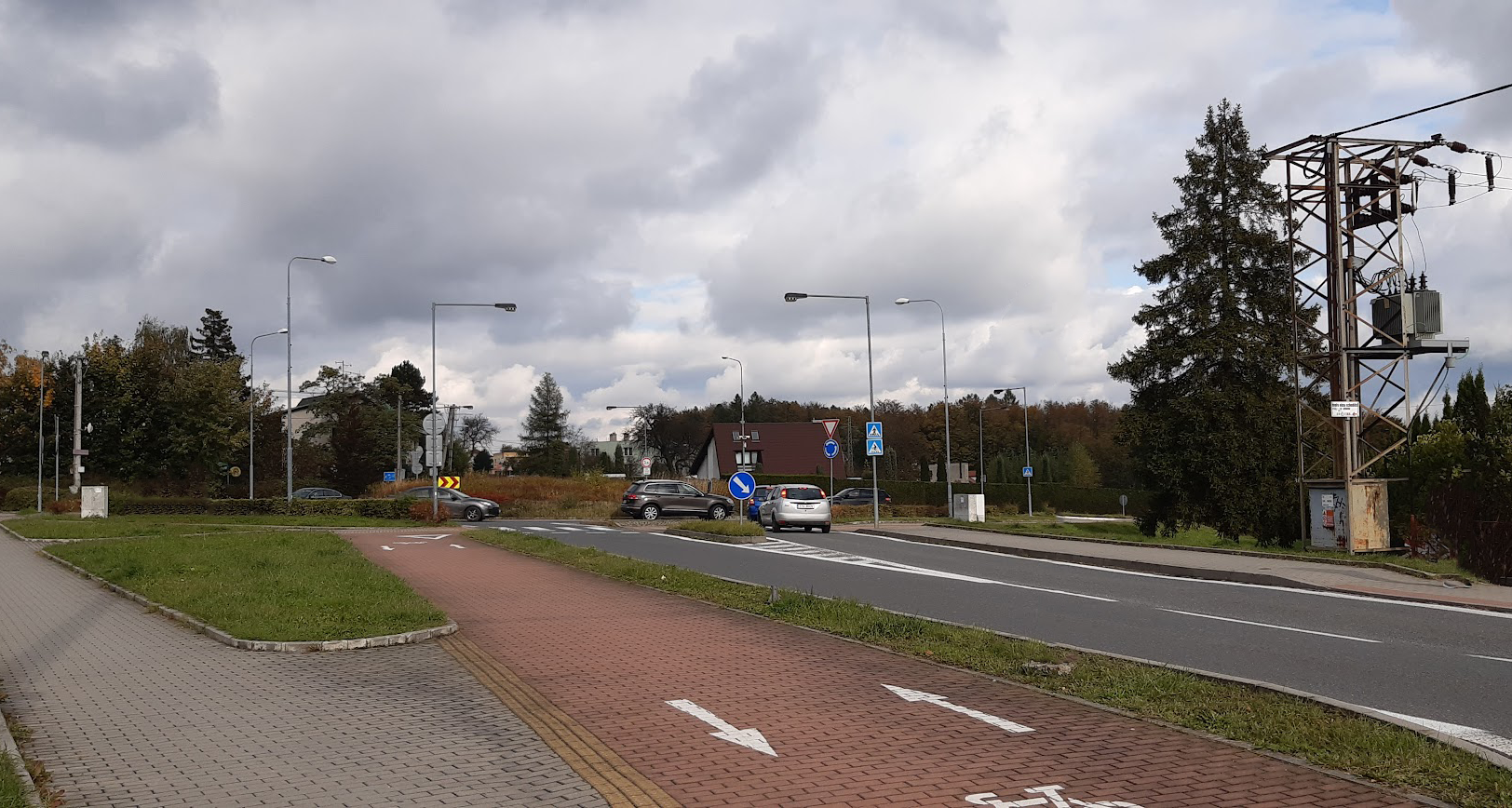
Rondo na Błędowickim kopcu
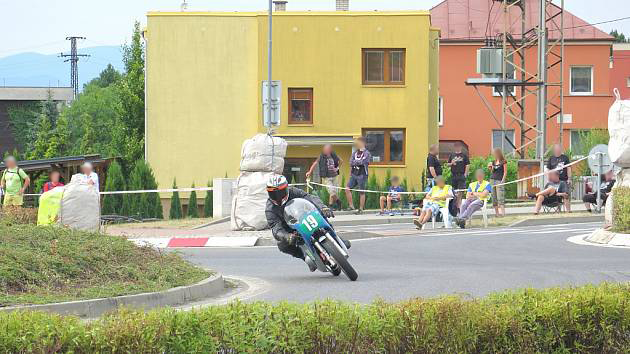
Wyścigi Zlatý kahanec